# HMS Prince of Wales (1860)
HMS Prince of Wales (Корабль Его Величества «Принц Уэльский») — британский 121-пушечный винтовой линейный корабль первого ранга; спущен на воду в 1860 году. В 1869 году превращён в учебный корабль и переименован в «Британию» (HMS Britannia). С 1909 года использовался как блокшив, продан в 1914 году. Отправлен на слом в 1916 году.
На борту «Британии» началась военно-морская карьера некоторых известных британцев. В их числе король Георг V, адмиралы Джеллико, Битти и Каннингем, полярный исследователь Роберт Скотт и другие.

## История
Заложен 10 июня 1848 года на королевской верфи в Портсмуте как 120-пушечный линейный корабль. Проект корабля, разработанный Джоном Эйди и Исааком Уоттсом, представлял собой изменённый проект линейных кораблей типа Queen. Заказ корабля был сделан уже после закладки — 29 июня, а чертежи утверждены ещё позже — 28 июля.
В 1849 году Королевский флот начал строить линейные корабли, оборудованные паровой машиной. Первым таким кораблём, изначально спроектированным как винтовой, стал «Агамемнон». Постройку парусного «Принс оф Уэлс» приостановили и винтовые линейные корабли, заложенные после него, в итоге были достроены раньше, чем он.
9 апреля 1856 года «Принс оф Уэлс» был перезаказан уже как 121-пушечный винтовой линейный корабль. 27 октября 1856 года на стапеле начались работы по переоборудованию корпуса согласно новому проекту. По плану корпус корабля должны были удлинить также, как были удлинены корпуса однотипных «Дюк оф Веллингтона» и «Ройял Соверина», но на деле «Принс оф Уэлс» был построен более длинным. В изменённый корпус установили двухцилиндровые паровые машины системы Пенна номинальной мощностью 800 лошадиных сил.
25 января 1860 года корабль был спущен на воду. 31 октября начались ходовые испытания, на которых «Принс оф Уэлс» развил скорость 12,569 узла (23,293 км/ч), идя под парами. На испытания корабль вышел без парусного вооружения.
Постройка корабля пришлась на самый конец соперничества двух сильнейших парусных линейных флотов мира — британского и французского. На тот момент Королевский флот имел больше деревянных линейных кораблей, чем то было нужно в мирное время. В 1861 году флот получил свой первый броненосец — «Уорриер», что ознаменовало начало нового этапа истории Королевского флота — эпохи броненосных кораблей. Деревянные линейные корабли вдруг разом морально устарели. Тем не менее, в 1860-е годы Великобритания всё же построила ещё несколько.
В 1867 году с корабля сняли паровые машины, которые затем были установлены на броненосец «Рипалс». В 1869 году линейный корабль переоборудовали в учебный и переименовали в «Британию». Корабль перевели в Дартмут, где он должен был заменить предыдущую «Британию», ранее также служившую учебным кораблём. Новая «Британия» была перестроена в блокшив: с неё сняли парусное вооружение, оставив только фок-мачту. В таком виде корабль существовал до 1905 года. За это время на нём прошли обучение множество кадетов, некоторые впоследствии стали известны на весь мир. В их числе король Георг V, адмиралы Джеллико и Битти, полярный исследователь Роберт Скотт и другие.
В сентябре 1905 года в Дартмуте открылся Королевский военно-морской колледж, взявший на себя функции обучения кадетов. Учебную часть на «Британии» закрыли. Имя корабля передали строившемуся эскадренному броненосцу. Ставший ненужным учебный корабль в 1909 году был превращён в блокшив. 13 сентября 1914 года блокшив продали, а в июле 1916 года перепродали для дальнейшей разделки.